# 미야자키 아미사
미야자키 아미사(일본어: 宮崎 あみさ, 2002년 10월 28일~)는 일본의 그라비아 아이돌이자 모델, 가수, 배우이다. 아이돌 그룹 Mystear 소속으로 활동했으며 현재는 탈퇴한 상태이다.